# América Móvil
América Móvil (BMV: AMX
, NYSE: AMX, NASDAQ: AMOV

, BME: AMXL

) er en mexicansk telekommunikationsvirksomhed med hovedsæde i Mexico City. Det er verdens fjerdestørste operatør af mobiltelefoni, målt på antal kunder. Efter oprindeligt at have været en del af Carlos Slims Telmex, blev América Móvil fraspaltet i år 2000, i 2010 opkøbte América Móvil så Telmex. América Móvil tilbyder mobiltefoni til 246 millioner kunder i 18 lande.
Koncernens mexicanske datterselskab Telcel er den største operatør af mobiltelefoni i Mexico, med en markedsandel på over 70 %. I Latinamerika og Karibien opererer virksomheden under Claro-mærket. I Brasilien drives foruden Claro-mærket også datterselskabet Embratel. Koncernen ejer 30 % af KPN Telecom i Holland og har budt på 100 % af aktierne Arkiveret 13. februar 2015 hos  Wayback Machine. Siden september 2012 ejer koncernen 23 % af Telekom Austria.
América Móvil overtog i august 2007 100 % af den jamaicanske mobiltelefonioperatør Oceanic Digital, som opererer under mærket MiPhone.
I USA driver koncernen gennem datterselskabet TracFone Wireless mærkerne TracFone, NET10 Wireless, Straight Talk, SIMPLE Mobile og Telcel América. Det er en af de ledende nationale udbydere af forudbetalte trådløse services i USA.
I december 2010 havde virksomheden 290.000 kilometer optisk fiberkabel, hvilket gjorde virksomheden størst i fiberinfrastruktur.

## Nøgletal
Med en årlig omsætning på 59,3 mia. amerikanske dollars (2012) er det Mexicos største virksomhed. Større end de fem næststørste virksomheder tilsammen.
Med et netto resultat på 7,1 mia. amerikanske dollars (2012) er det desuden Mexicos mest profitable virksomhed.
Målt på antal aktiver er det også Mexicos største, tæt efterfulgt af Banorte.
Med en markedsværdi på 93 mia. Amerikanske dollars (april 2012) er det Mexicos mest værdifulde virksomhed.
I alt har koncernen 158.694 medarbejdere.

## Overtagelsen af Telmex
I januar 2010 indgav koncernen et bud på Carso Telecom og Telmex International således at man bedre kunne konkurrere med spanske Telefonica. Overtagelsen blev godkendt af CFC (Comisión Federal de Competencia), de mexicanske kokurrencemydigheder den 11. februar 2010.
América Móvil var engang mobiltelefonigrenen i Telmex, men siden 2001 har América Móvil været delt og America Movil blev større end det tidligere moderselskab.

## América Móvils globale trådløse kunder
As of June 2012:
Nordamerika
- United States - TracFone Wireless (TracFone, NET10 Wireless, Straight Talk, SafeLink Wireless, SIMPLE Mobile and Telcel América) 21,337 millioner
- Mexico - Telcel 68,120 millioner

Centralamerika og Karibien
- Guatemala  El Salvador  Nicaragua  Honduras  Panama  Costa Rica  Puerto Rico  Dominikanske Republik - Claro 19,631 millioner

Sydamerika
- Colombia - Claro 29,375 millioner
- Ecuador - Claro 11,293 millioner
- Perú - Claro 12,018 millioner
- Brazil - Claro 62,966 millioner
- Chile - Claro 5,734 millioner
- Argentina  Paraguay  Uruguay - Claro 21,355 millioner

Globale trådløse kunder 251,8 millioner

## América Móvils trådløse teknologi efter land

### Sydamerika
- CDMA (800/1900MHZ), GSM/GPRS/EDGE (850/1900MHZ), UMTS/HSDPA (850/1900MHZ) first UMTS live by América Móvil
- phalstien (800MHZ), GSM/GPRS/EDGE (900/1800MHZ), UMTS/HSDPA (850/2100MHZ)
- TDMA (800MHZ), GSM/GPRS/EDGE (850/1900MHZ), UMTS/HSDPA (850MHZ soon 1900)
- TDMA (800MHZ), GSM/GPRS/EDGE (850MHZ soon 1900), UMTS/HSDPA (850MHZ soon 1900)
- GSM/GPRS/EDGE (850/1900MHZ), UMTS/HSDPA (850MHZ soon 1900)
- CDMA (1900MHZ), GSM/GPRS/EDGE (850/1900MHZ), UMTS/HSDPA (850MHZ soon 1900)
- GSM/GPRS/EDGE (1900MHZ), UMTS/HSDPA (1900MHZ)
- GSM/GPRS/EDGE (1900MHZ), UMTS/HSDPA (1900MHZ)

### Karibien
- CDMA (800/1900MHZ), GSM/GPRS/EDGE (850/1900MHZ), UMTS/HSDPA (850MHZ soon 1900)
- CDMA (800/1900MHZ), GSM/GPRS/EDGE (850/1900MHZ), UMTS/HSDPA (850MHZ soon 1900)
- CDMA (800MHZ), GSM/GPRS/EDGE (850MHZ), UMTS/HSDPA (850MHZ)

### Centralamerika
- CDMA (1900MHZ), GSM/GPRS/EDGE (900/1900MHZ), UMTS/HSPA (1900MHZ) first HSPA (High-Speed Packet Access) live by América Móvil
- GSM/GPRS/EDGE (1900MHZ), UMTS/HSDPA (1900MHZ)
- GSM/GPRS/EDGE (1900MHZ), UMTS/HSDPA (1900MHZ)
- GSM/GPRS/EDGE (1900MHZ), UMTS/HSDPA (850MHZ)
- GSM/GPRS/EDGE (1900MHZ), UMTS/HSDPA (850MHZ)

### Nordamerika
- United States CDMA (800/1900MHZ), GSM/GPRS/EDGE (850/1900MHZ) (MVNO)
- Mexico TDMA (800MHZ), GSM/GPRS/EDGE (850/1900MHZ), UMTS/HSDPA (850MHZ soon 1900)